# 查尔斯·海德希克
查尔斯·卡米尔·海德希克（英語：Charles Camille Heidsieck，1822年6月16日—1893年2月3日），法国香槟酒商，香槟酒世界名牌（Charles Heidsieck）的创始人。由于他开拓美国市场大获成功，他在美国被人们称为“香槟查理”（Champagne Charlie）。美国南北战争期间，海德希克因被怀疑为是法国政府和南方的间谍而一度被监禁，这个引发了美法之间的外交风波的事件被称为“海德希克事件”。

## 香槟世家
查尔斯·卡米尔·海德希克出生于一个香槟酒商的世家，他的父亲查尔斯·亨利·海德希克（Charles-Henri Heidsieck）是弗洛伦斯·路易·海德希克的侄子，弗洛伦斯·路易·海德希克于1785年创建了“海德希克酒庄”，之后亨利·海德希克和表哥亨利·路易·沃尔鲍姆（Henri-Louis Walbaum）、皮埃尔·奥古斯特·海德希克（Pierre Auguste Heidsieck）共同经营这个酒庄，创立了名牌香槟酒——“Piper-Heidsieck”（中文：白雪香槟）。
在拿破仑大军东征俄国前一年的1811年，亨利·海德希克以香槟酒供应商的身份，骑着雪白色纯种马，带着成箱的香槟酒和大批订单来到了莫斯科，因而成为当时的名人，他预祝交战双方的任何一方赢得即将到来的战役。
查尔斯·卡米尔·海德希克成年后与艾米莉·昂里奥（Amélie Henriot）成婚。1851年查尔斯·卡米尔·海德希克创立了自己的香槟酒公司，生产的香槟酒以他的名字“查尔斯·海德希克（Charles Heidsieck）”（中文：哈雪香槟）命名。

## 开拓美国市场
1852年查尔斯·卡米尔·海德希克第一次来到美国，周游了新英格兰和纽约州之后，他敏锐地发现美国是一个潜在的巨大市场，他随即聘请了代理商以进口销售他的产品。推销活动立竿见影，之后他生产的香槟酒源源不断进到美国，获得了巨大的成功，创下了销量记录。当他五年后再度返回美国时，纽约市为他举办了盛大酒会，报刊对他也是大篇幅报道，他以此获得了“香槟查理”的称誉。在他以后的美国旅程中，“香槟查理”成为了纽约上流社会少不了的角色。

## 南北战争期间
1861年美国南北战争爆发，海德希克在法国当地报刊上得知了这个消息。此时他已经出口到美国的很多香槟酒的货款都没有回笼，这些未回收货款相当于他全部资产的一半以上，于是他立即动身从法国兰斯启程赶赴美国。他抵达美国后，他的销售代理人告知他，国会通过了一项旨在使北方人不必为从南方购买的棉花付款的新法律，也免除了该代理人必须偿还所欠海德西克的债务。
在孤立无援的情况下，海德希克只得亲自动身去新奥尔良，打算从香槟酒经销商那里直接收取货款。由于战争冲突，为了避免被北军察觉，海德希克不得绕开堪萨斯州不动声色地秘密进入南方。1862年4月当他抵达新奥尔良后，他发现这座城市几乎已经破产，无力偿还债务。由于北方对南方施行了贸易封锁，造成了欧洲市场棉花原料的短缺，因而对南方的主要产品原棉需求大增，有的商人为此在仓库里囤积了大量原棉。于是海德希克同意以棉花作为回收货款，并让两个专门从事走私者驾驶两艘走私船，将棉花送到阿拉巴马州的莫比尔港。为了分散风险，海德希克让两艘船走不同航线，希望至少有一艘船能穿越北军的封锁，然而两艘船只都被北军发现并被击沉，船上所有的货物损失殆尽。
此时，所有通往北方的交通路线已完全被封锁，身处绝境的海德希克打算从莫比尔回到新奥尔良，在那里试图租船再去墨西哥或古巴然后回到欧洲。临行前，为了给他提供通行上的便利，法国驻莫比尔领事馆给了他一个外交邮袋，要求他将一些文件交给法国驻新奥尔良领事馆。1862年5月5日，当他抵达新奥尔良时，这座城市已经被本杰明·巴特勒将军率领的北军占领。他随身携带的外交邮袋受到了北军的检查，在外交邮袋中，被查出了有法国纺织品厂商向南军提供军用服装的文件。尽管海德希克与此毫无关系也不知情，但他仍被指控从事间谍活动并被监禁在杰克逊堡（路易斯安那州）。
查尔斯·卡米尔·海德希克的被捕入狱导致法国和美国政府之间发生了外交摩擦。为此法国外交部门甚至拿破仑三世多次致函亚伯拉罕·林肯总统，敦促释放海德希克。最终，他于1862年11月16日获得了释放。此时的他生意已经破产，他的妻子不得不变卖家产以偿还债务，半年的牢狱生活使他身体状况欠佳，他回到法国时心情沮丧，面容憔悴。

## 东山再起
1863年早些时候，一个美国传教士找到了查尔斯·卡米尔·海德希克，交给他一个来自美国的一份文件和一封信。这封信是海德希克在纽约的前经纪人的兄弟写给他的。在信中，他对自己的兄弟为了债务而欺骗海德希克感到惭愧，作为给他的补偿，他将自己在科罗拉多州拥有的一片土地转给了查尔斯·海德希克，这片土地就是现在的丹佛市，它的面积是今天的丹佛市的3/4，当时它还是一个小村庄，不久就发展成美国西部最大和最富裕的城市。几年之后，海德希克卖掉了土地，除了偿还了所有债务之外，还得到了一笔巨大财富，这使他得以重振旗鼓，并迅速重新成为最成功的香槟酒庄之一。
1893年海德希克去世后，他创立的“哈雪香槟”品牌被其他商家收购，100多年以来“哈雪香槟”多次易主，其中1976年至1985年的十年间，曾被法国著名香槟酒业界巨头昂里奥家族所收购，在这之后人头马（Rémy Martin）集团成为“哈雪香槟”的主人，2011年“哈雪香槟”又成为了法国EPI集团（Européenne de participations industrielles）旗下的商品，该集团还拥有“白雪香槟”，“哈雪香槟”和“白雪香槟”共享40公顷的葡萄园。

## 文学影视作品
后人根据查尔斯·卡米尔·海德希克的经历，分别以传记文学和影视作品方式向世人介绍了这段具有传奇色彩的历史故事。
1982年法国香槟酒业界巨头约瑟夫·昂里奥（Joseph Henriot 1936-2015）在法国出版了文学传记《香槟查理历险记》。
- 约瑟夫·昂里奥介绍（英文） （页面存档备份，存于）

1989年由休·约翰·曼格·格兰特主演的加拿大电视剧《香槟查理》（YouTube频道） （页面存档备份，存于）首度播出。